# Eduard Limonov
Eduard Limonov (în limba rusă: Эдуард Лимонов; pe numele real Eduard Veniaminovici Savenko, în rusă Эдуа́рд Вениами́нович Саве́нко; n. 22 februarie 1943, Dzerjinsk, RSFS Rusă, URSS – d. 17 martie 2020, Moscova, Rusia) a fost un romancier și politician rus. Limonov este fondatorul și liderul Partidului Național-Bolșevic. În perioada 1974 - 1991, Limonov a trăit în afara Rusiei. În decursul vieții, a fost arestat de diverse autorități pentru activitățile sale politice.
În anul 2009 și-a anunțat intenția de a candida din partea opoziției, pentru poziția de președinte la alegerile prezidențiale din Rusia . Biroul electoral central i-a respins dreptul de a se înscrie în cursa electorală.
În 2011 scriitorul și scenaristul francez Emmanuel Carrère a publicat un roman-biografie despre Limonov, pentru care a primit premiul Prix Renaudot. Revista Lettre International, ediția în limba română, nr. 80-81, a publicat cîteva capitole din această scriere, în traducerea Simonei Brînzaru. Cartea a avut un ecou favorabil și în presa română.
Singura scriere în limba română a lui Limonov a apărut în volumul colectiv "From Russia with Love", apărut la editura Art, în noiembrie 2009, în traducerea lui Ruslan Cârța.